# Rørvig
Rørvig är en ort vid Isefjordens mynning i Kattegatt på Nordvästsjälland i Danmark med drygt ett tusen invånare. Rørvig ligger i Rørvigs socken i Odsherreds kommun i Region Sjælland. 
Rørvig har genom färjelinjen Hundested-Rørvig förbindelse med Hundested sju kilometer österut över Isefjordens mynning. Rørvigs kyrka ligger utanför orten.
Efter att ha blivit en populär sommarort för konstnärer i slutet av 1800-talet, utvecklades Rørvig till en turistort, framför allt efter det att bilfärjelinjen invigts 1928. Rörvig hade 1880 520 invånare.
I Skansehage uppfördes 1809 i samband med Englandskrigen under Napoleonkrigen ett batteri, som tillsammans med batteriet i Hundested Skanse skulle skydda inloppen till Isefjorden och Roskildefjorden.

## Bildgalleri

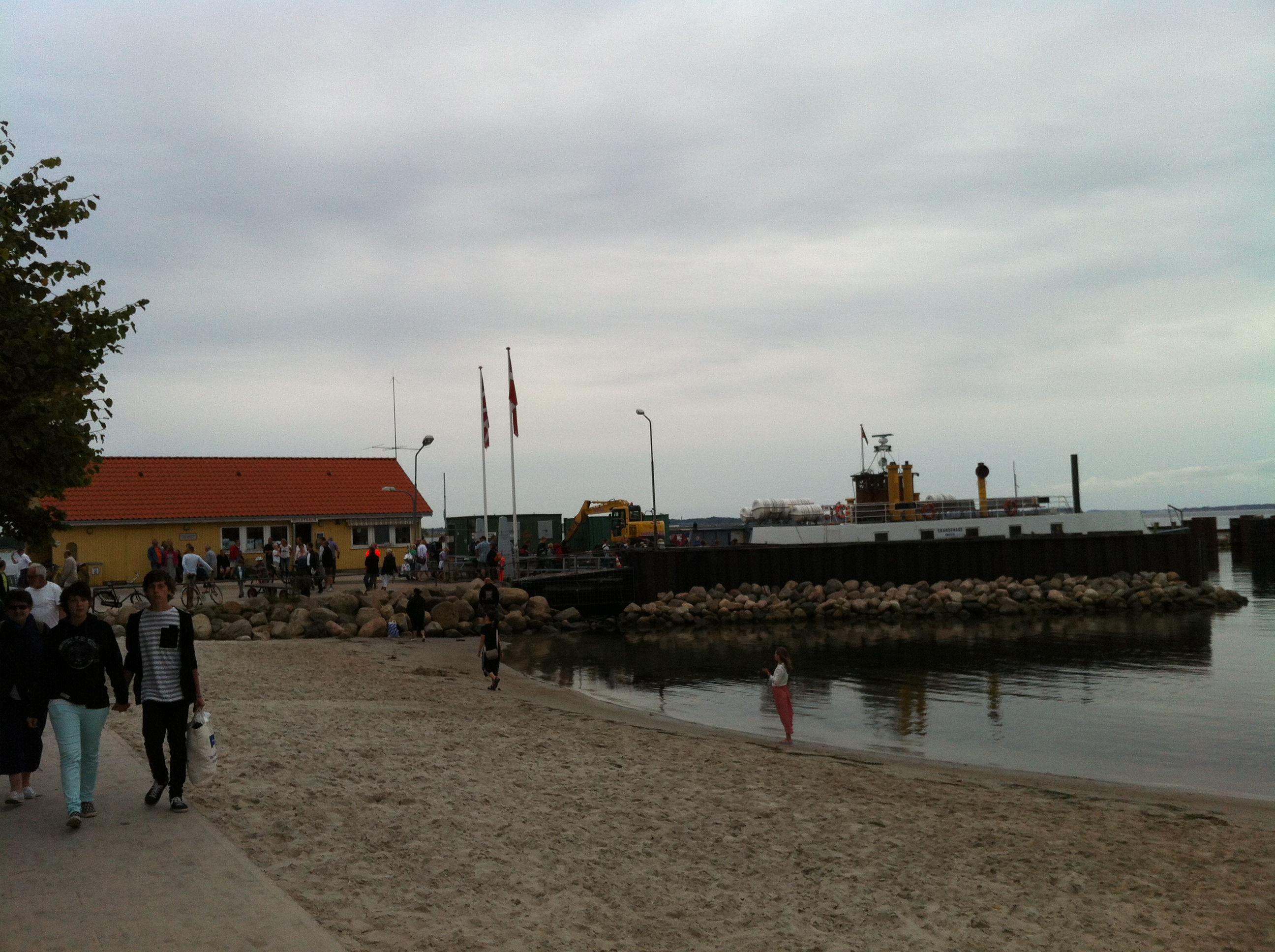
Färjan M/F Nakkehave från Hundested vid ankomst till Rørvig
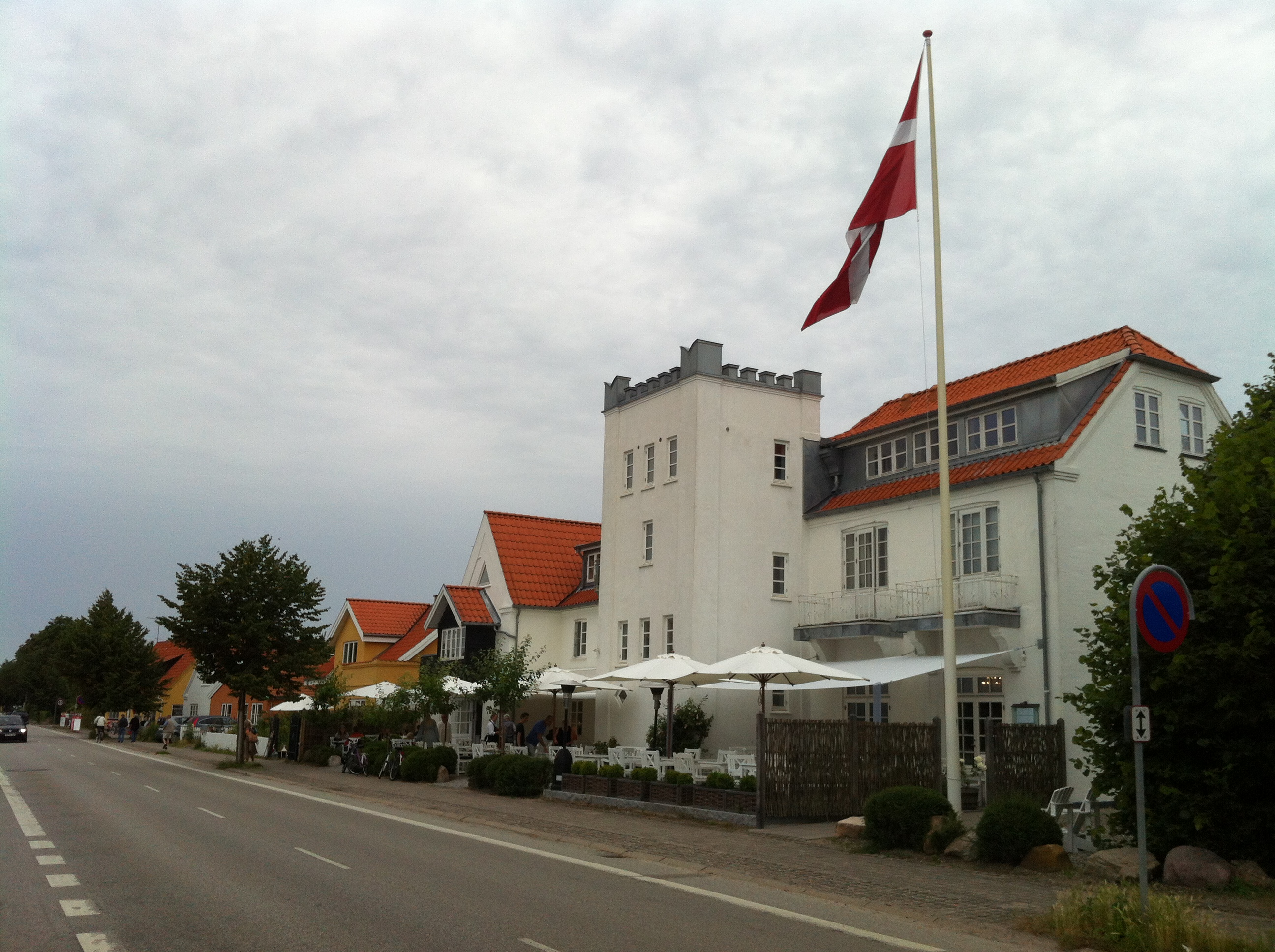
Huvudgatan, med Rørvig Kro
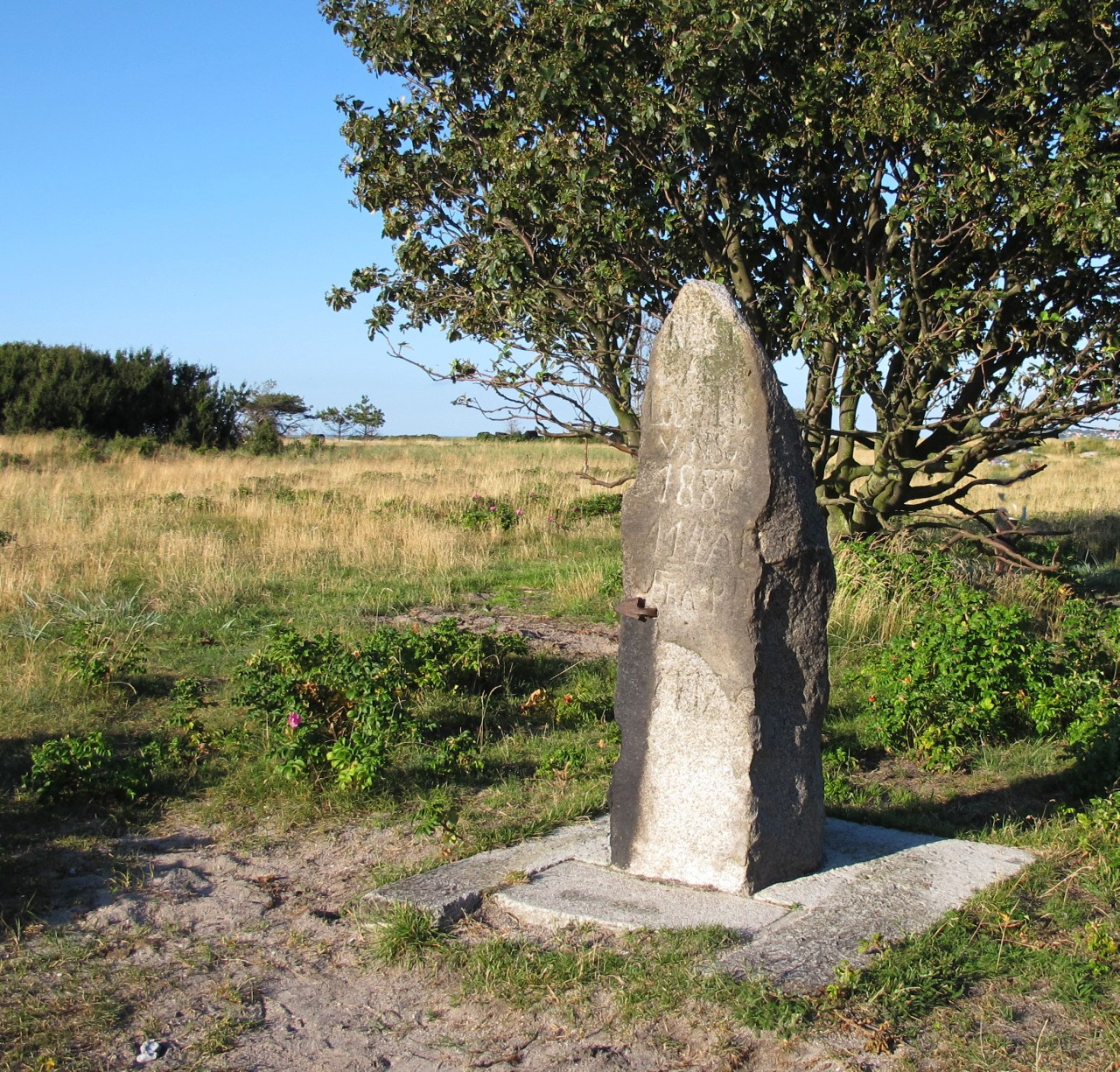
Skansehagestenen